# 30 nap maximum
A 30 nap maximum (eredeti cím: 30 Jours max) 2020-ban bemutatott francia akció-filmvígjáték, amelynek forgatókönyvírója és rendezője Tarek Boudali. A főszerepben Boudali, Philippe Lacheau, Julien Arruti, Vanessa Guide és José Garcia látható.
A filmet Magyarországon 2021. szeptember 9-én mutatták be a Vertigo Média Kft. forgalmazásában. Franciaországban 2020. október 14-én jelent meg.

## Rövid történet
Egy ügyetlen rendőr azt a téves orvosi diagnózist kapja, hogy már csak 30 napja van hátra az életből. Ezért minden kockázatot vállal, hogy elkapjon egy drogbárót.

## Cselekmény
Rayane fiatal rendőr, meglehetősen ügyetlen és esetlen. Orvosa tévesen gyors lefolyású, halálos diagnózist állapít meg, és szerinte már csak 30 napja van hátra az életéből. Rayane úgy gondolja, hogy nincs vesztenivalója, ezért úgy dönt, hogy egy drogbárótól 100.000 eurót kér annak noteszáért, amiben a drogszállítások részletei vannak felírva. A noteszt a rendőrség korábban megtalálta, de a tartalma alapján azt hiszik róla, hogy receptgyűjtemény. Rayane azt ígéri neki, hogy megszerzi a noteszt, ezért felveszi az érte járó pénzt. Azonban esze ágában sincs teljesíteni a feladatot, inkább elutazik Las Vegasba szórakozni.
Rayane szerelmes gyönyörű kolléganőjébe, Stéphanie-ba, de nem meri elmondani neki. Egy szállodai szobában felveszi videóra a vallomását, abban a hitben, hogy mire megnézik, addigra ő meghal.
Azonban a drogbáró nem hagyja annyiban a dolgot, mivel a notesz tartalma alapján akár 15 évre is börtönbe kerülhet. Ezért elraboltatja Rayane nagyanyját, és megfenyegeti Rayane-t, hogy megöli a túszt, ha nem adja vissza a noteszát.
Közben az orvos rájön a tévedésére, és elmondja Rayane-nek a jó hírt. Rayane felismeri, hogy bátor dolgokat cselekedett eddig is, és folytatja a  nagyanyja megmentésére indult akcióját, amit egyedül és sikeresen végrehajt.

## Szereplők
| Szerep            | Színész           | Magyar hang       |
| ----------------- | ----------------- | ----------------- |
| Rayane Teisseire  | Tarek Boudali     | Welker Gábor      |
| Tony              | Philippe Lacheau  | Dévai Balázs      |
| Pierre            | Julien Arruti     | Fekete Zoltán     |
| Stéphanie         | Vanessa Guide     | Kelemen Kata      |
| A Patkány         | José Garcia       | Jakab Csaba       |
| Rayane nagyija    | Marie-Anne Chazel | Vándor Éva        |
| Linda             | Reem Kherici      | Solecki Janka     |
| Rendőrfőfelügyelő | Nicolas Marié     | Dunai Tamás       |
| Doktor            | Philippe Duquesne | Németh Gábor      |
| Pierre anyja      | Chantal Ladesou   | Farkasinszky Edit |
| Zoubir            | Brahim Bouhlel    | Rada Bálint       |
| Sammy             | Riadh Belaïche    | Penke Bence       |
| Gengszter         | Jérôme Le Banner  | Papucsek Vilmos   |

### Magyar változat
- Magyar szöveg: Pallinger Emőke
- Hangmérnök: Halas Péter
- Vágó: Pilipár Éva
- Gyártásvezető: Vigvári Ágnes
- Szinkronrendező: Szalay Csongor
- Produkciós vezető: Jávor Barbara

A szinkront a Direct Dub Studios készítette.

## A film készítése
A projektet 2019 januárjában jelentették be.
A forgatás 2019. szeptember 23-án kezdődik. Tizenkét hétig tartott Párizsban és Ile-de-France-ban (pontosabban Cergyben).

### Bevétel
A film az első héten a francia jegypénztárak első helyét foglalta el, több mint 508 815 látogatóval, beleértve az előzeteseket is.
A második héten a film a második helyen végzett a jegypénztáraknál, több mint 500 000 látogatóval, így két hét alatt több mint egymillió nézőt sikerült elérnie, ami rekordnak számított a járvány idején.
A film 2021 júniusában került a mozikba, miután a mozik 2020 októberében bezártak. A film további egy hónapos bemutató alatt 300 000 nézőszámot gyűjtött össze, és elérte az 1 300 000 látogatót.
A filmet a 2021-es nyári szünetben több országban is bemutatták, többek között Ausztráliában, Japánban és Oroszországban. A külföldi jegybevételekből közel 1,5 millió dollárt hozott.

## Fogadtatás
A GQ magazin 4 ponttal értékelte a maximális ötből. A La Voix du Nord magazin már kritikusabb volt, 2 pontot adott a filmre az ötből.
Az AlloCiné oldalán 2.4 pontot szerzett az ötből.